# Wittighausen
Wittighausen là một xã tại huyện Main-Tauber ở đông bắc Baden-Württemberg, Đức. Đô thị này có dân số 1.731 người (thời điểm 31/12/2006). 
Wittighausen toạ lạc ở bên bờ sông Wittigbach, sông này nhập với sông Grünbach gần Grünsfeld.